# ショートコーテッド・カタロニアン・シープドッグ
ショートコーテッド・カタロニアン・シープドッグ（英：Short-coated Catalnian Sheepdog）は、スペインのカタルーニャ地方原産の牧羊犬種のひとつである。

別名はショートコーテッド・カタロニアン・シェパード（英：Short-coated Catalonian Shepherd）、ショート・コーテッド・カタロニアン・シェパード・ドッグ（英：Catalonian Shephrd Dog）、ショートコーテッド・カタラン・シェパード（英：Catalan Shephrd）、カタラン・シェパード・ドッグ（英：Catalan Shephrd Dog）、カタラン・シープドッグ（英：Short-coated Catalan Sheepdog）、ペロ・デ・パストール・カタラン（西：Perro de Pastor Catalan）、ペロ・デ・パストール・カタラン＝デ・ペロ・コルト（西：Perro dePastor Catalan de Pelo Corto）など。
カタロニアン・シープドッグはこれの長毛種である。

## 歴史
起源と生い立ちの時期はカタロニアン・シープドッグと同じであるが、本種はカタロニアン・シープドッグの単純なコート違いの亜種ではない。両犬種は育まれた場所が異なり、カタロニアン・シープドッグはカタルーニャの最北部にある山脈地帯、本種は気温の高い低地でそれぞれ作出されている。それぞれの原産地に適応した姿を得て、作業犬として長年繁殖され続けてきた。
本種も主に羊を誘導する牧羊犬として使われるが、力と勇気があり機転もよく効くことから肉牛を誘導する牧牛犬、馬を誘導する牧馬犬（ぼくばけん）、などとしても使われる。又、世界大戦やスペイン内戦が起こった際には軍用犬として徴兵されたこともある。軍用犬としてはメッセージや補給弾丸を運ぶ伝令犬や、負傷した仲間兵士を探して救急箱を渡し、仲間にそれの居場所を伝える救助犬などとして使役された。その他、カタロニアン・シープドッグとは異なり警察犬として使われることもある。
現在通常のカタロニアン・シープドッグはヨーロッパで人気が高いが、本種は人気がなく頭数は非常に少ない希少種である。ほぼすべての犬がカタルーニャ地方で飼育されていて、他の地域ではめったに見ることができない。絶滅の危機に瀕していて、犬種保存のためにより多くの愛好家を必要としている。

## 特徴
カタロニアン・シープドッグとの一番の違いは、コートがさらりとしたショートコートになっていることである。毛が短いため暑さに強く、加えて手入れが楽であるのが利点である。顎鬚や口髭、眉毛もないので、通常のカタロニアン・シープドッグの愛好家の中には容姿が物足りないという人もいる。毛色はブラック・アンド・タンなど。
筋肉質で引き締まった体つきをしていて、力が強い。マズルは短めで、やや胴が長い。耳は垂れ耳、尾は垂れ尾。体高46〜51cmの中型犬で、性格は知的で活発、外交的で陽気、人懐こい。初対面の人や犬に対しては仕事柄により警戒心が強いが、一度打ち解けてしまえばすぐに仲良く友好的に接するようになる。学習力が優れ、しつけの飲み込みは非常に早い。状況判断
力も優れていて、とっさのときの判断も早い。家庭犬としても最適で、子供に対しても寛容である。運動量は大めで、通常の散歩に加えてドッグランなどでの自由運動なども必要とする。かかりやすい病気は運動のし過ぎにより起こりやすい関節疾患などがある。